# 托马斯·孟
托马斯·孟（英語：Sir Thomas Mun，1571年6月17日—1641年7月21日），是英国的经济学家，重商主义理论的代表人物，曾担任不列颠东印度公司的董事。

## 著作
- 《A Discourse of Trade from England Unto the East Indies》（1621年）
- 《England's Treasure by Foreign Trade》（1628年）